# Puerto de Arenys de Mar
El Puerto de Arenys de Mar es uno de los más importantes de la costa catalana y del Maresme. Es el ejemplo evidente de la larga historia y tradición marinera de la población de Arenys de Mar. La pesca y toda la industria que se crea en el entorno del puerto mueven gran parte de la actividad económica de la población. El Puerto concentra casi toda la flota pesquera de la comarca. La subasta del pescado que tiene lugar cada tarde, cuando regresan a los muelles las barcas, es un espectáculo pintoresco que atrae muchos visitantes. El pescado que sale de la lonja de Arenys es valorado en toda Cataluña, sobre todo las gambas. Los restauradores locales y el consistorio celebran, durante el otoño, un certamen gastronómico conocido como el Calamarenys, que tiene como principal protagonista el calamar de Arenys.
El puerto tiene un gran espacio dedicado a las embarcaciones deportivas con gran cantidad de amarres. Durante el verano muchos veleros amarran en el puerto, fomentando el comercio local.
El puerto de pesca y deportivo está situado al este de la ciudad, ante la montaña de los pescadores. Actualmente el muelle tiene 2 brazos, el de levante, el más Largo, 830 metros de extensión, y el de poniente, de 480 metros. Es uno de los puertos de pesca y deportivos de más relevancia de la costa oriental catalana.

## Historia
La construcción de este puerto de refugio era un deseo de la gente de Arenys de Mar, desde 1786, que a través del gremio de San Telmo, habían propuesto al gobierno que se hiciera un puerto, aprovechando a los arrecifes de la Portinyol. El año 1917 fue concedida la autorización para la realización del puerto. El proyecto, firmado por el ingeniero José María Ortega el 16 de septiembre de 1920 y, ponte a subasta en 1922 fue adjudicado a constructor areñense Francisco Solé i Miró (En Valencia). El proyecto tuvo muchos obstáculos provenientes de la cantera de Can Bellsoleil de Arenys de Munt y eran transportadas con vagonetas, por medio de 1 pequeña Vía Férrea extendida al Largo del arroyo. Fue terminado el 4 de abril de 1961.

## Los faluchos
En la época de la construcción naval de madera había astilleros al aire libre en muchas villas costeras. Las de Arenys de Mar tuvieran una fama especial. El experto en pesca Antonio Sánez Reguart, citaba expresamente una cierta clase de laúdes de Arenys insinuando que serían el origen de la Denominación castellana de "faluchos" Cuando fueron renombrados a las costes andaluzas. Aquellos laúdes de Arenys es construían para ir a pescar en Andalucía. por lo pronto solo iban con una vela latina única y, Cuando fueron emparejar árbol de Media, mantuvieron el nombre forastero ( "falucho", falucho) y adoptan el de barca de Media en Cataluña.
Los laúdes-faluchos de Arenys de Mar teniendo unos 11 metros de eslora y iban equipados con 3 pares de remos de 25 palmos cada uno (1 palmo = 21 cm aproximadamente). Las dimensiones de los remos van asociadas al desplazamiento de la embarcación. En la Barca de Media de la Narración de Joaquim Ruyra ( "El remo de treinta y cuatro") el protagonista del relato es un remo de treinta y cuatro palmos.

## Véase també
- Club Náutico Arenys de Mar